# Ricky Walden
Ricky Walden (Chester, Cheshire, 11 de novembro de 1982) é um jogador de snooker profissional inglês.

## Carreira
Walden venceu duas provas a contar para o ranking mundial de snooker: o Shanghai Masters em 2008 e o Wuxi Classic em 2012. 
Foi semifinalista no Campeonato Mundial de Snooker de 2013, perdendo o acesso à final para Barry Hawkins.